# Doble 8
El Doble 8 es un formato cinematográfico de 8 mm de ancho, creado para convertirse en el soporte de cine familiar por excelencia. Nació con el nombre de "Kodak Ciné Eight". Es también conocido por otros nombres como 8 mm o Estándar 8.
Nació con el fin de poner a disposición de los consumidores una película barata para poder plasmar los recuerdos familiares. Y se convirtió en un soporte capaz de ser el medio de expresión de cineastas y aficionados.

## Origen
Este formato cinematográfico fue creado por la compañía Kodak y presentado en 1932. Su concepción fue a partir del formato de 16 mm creado por la misma compañía y que apareció en 1923. Se pensó en crear una nueva película más barata y destinada a la filmación de películas familiares. La idea fue la de aprovechar los recursos creados para el 16 mm. De esta manera la maquinaria para elaborar la película y para procesarla era la misma.

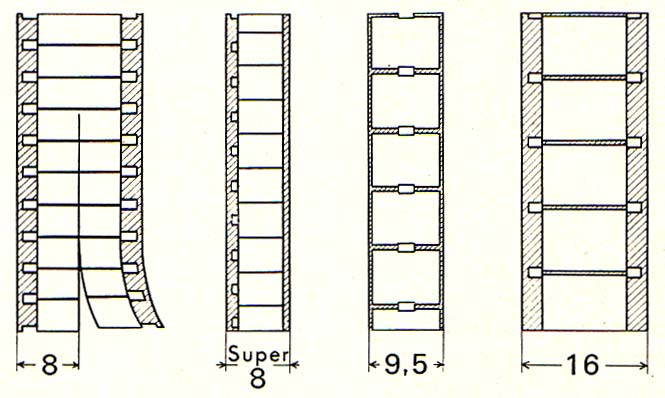
Los formatos subestándar más populares.

El directo competidor de esta nueva película era el 9,5 mm, que fue creado por la casa francesa Pathé Frères a principios de los años '20. Al ser su paso menor y, por tanto, su calidad de imagen menor, fue infravalorado por los aficionados a otros formatos. Más con el tiempo, se convirtió hegemónico.

## Apogeo
Los años '50 fueron esplendorosos para el Doble 8. Aparecieron en el mercado muchas cámaras que fueron incorporando avances técnicos. De las cámaras de cuerda, se pasó a las cámaras accionadas por un micromotor eléctrico. De las cámaras con un control manual de la exposición, se pasó a las cámaras con control semiautomático por célula de Selenio y, luego, a las cámaras con control automático de célula fotoresistente de Sulfuro de Cadmio.
Además, las cámaras incorporaron los objetivos zum, con lo cual las torretas de 2 o 3 objetivos quedaron obsoletas. Y poco a poco, las cámaras fueron incorporando el visor de tipo réflex. Fueron fabricadas toda una pléyade de cámaras espléndidas.

## Declive
El declive de este formato en el ámbito doméstico vino a partir de 1965, cuando la casa Eastman Kodak presentó un nuevo formato cinematográfico: el Super-8. Éste no era más que una mejora del Doble 8, para conseguir una mayor calidad de imagen y facilidad de uso. A partir de ese año, las diferentes marcas comerciales de aparatos cinematográficos, lanzaron sus nuevas cámaras y proyectores de Súper 8. En el mismo año, Fuji también presentó su respuesta al nuevo invento de Kodak lanzando el sistema Single 8 que aunque empleaba exactamente el mismo tipo de película que el Súper 8, ésta venía en un tipo de cartucho totalmente distinto por lo que las cámaras no eran compatibles, aunque sí los proyectores. En las tiendas habituales de fotografía hubo película disponible para Doble 8 hasta finales de los años 80, pero hoy en día es fácil encontrar muchos tipos de película distinta para este y los otros formatos de 8 milímetros en tiendas especializadas o a través de Internet.

## La película
Se le llamó Doble 8, a raíz de la aparición en 1965 del formato Super-8, con quien compartía la característica de usar una película de 8 mm de ancho. La anchura de la película es de 7,975 mm, +/-0,05. El fotograma o imagen impresionada ocupa una superficie de 4,90 x 3,60 mm. La imagen de proyección siempre es menor, proyectándose una superficie de la película de 4,55 x 3,40 mm. La perforación para el arrastre de la película es del mismo tamaño que para el 16 mm. Y ésta está dispuesta en el lateral de la película y justa a mitad de altura respecto del fotograma.
Para la toma de vistas, la película se sirve en bobinas de 7,5 m de larga y 16 mm de ancho. Se trata de película de 16 mm, pero con el doble de perforaciones laterales. La película se enhebra en la cámara, de tal manera que el objetivo enfoca la mitad de la película. Cuando se ha expuesto el rollo de 7,5 m de longitud por un lado, se le da la vuelta y se expone la otra mitad. En el laboratorio se revela la película y se divide por la mitad. Entonces, se une un extremo con el otro y se devuelve al usuario un rollo de 15 metros de largo y 8 mm de ancho.

## El "Single 8"
Como contraposición al sistema de bobinas descrito con película de 16 mm de ancho, aparecieron cámaras ideadas para bobinas o cartuchos con película de 8 mm de ancho. La primera cámara con película de 8 mm de ancho fue fabricada por la Bell & Howell: la Bell & Howell 127 A. Y al sistema se le llamó "Straight 8". En 1936 la Universal Camera Corpopration puso a la venta la cámara Univex A-8. Tenía un cartucho que contenía 9 metros de película fabricada por la Gevaert de Bélgica. El sistema fue llamado "Single 8" o "Straight 8". Más tarde, en 1939, la Revere Camera Company presentó una cámara que también usaba un cartucho con película de 8 mm de ancho: la Revere C8 Super Eight. En 1947, la Briskin Camera Corporation lanzó la cámara Briskin 8. Otros fabricantes crearon cámaras para película de 8 mm de ancho, aunque la mayoría se decantó por la bobina con película de 16 mm. El nombre "single 8" quedó fijado para contraponerlo al "double 8". 
El cartucho sería determinante para el nuevo formato Super-8 aparecido en 1965. Y hay que pensar que en esos años la Fui Photo Film estaba diseñando un sistema para sus cámaras de 8 mm al que iba a llamar "Single 8" para contraponerlo al Doble 8. Con ello pretendía facilitar el uso de los tomavistas entre los aficionados. Pero al aparecer el Súper 8, decidió meter este nuevo formato en sus recién diseñados cartuchos.